# Далекий голос зозулі
«Далекий голос зозулі» — радянський двосерійний телефільм 1985 року, знятий режисером Альфредом Шестопаловим на студії «Укртелефільм».

## Сюжет
За новелами Анатолія Колесніченка. Драматичні, ліричні та виробничі проблеми у житті людей села.

## У ролях
- Ігор Лєдогоров — Зосим Федорович, ветеран війни, голова колгоспу
- Вадим Лєдогоров — Андрій / Зосим Федорович у молодості, син Зосима Федоровича, агроном
- Олег Ісаєв — Сергій, ветеринарний лікар / Василь у молодості
- Марина Яковлєва — Ксенія Самсонівна, сирота, передова ланкова
- Олександр Ткачонок — Артем Іванович, чоловік Ксенії, ветеран війни, музикант, капельмейстер
- Віктор Панченко — Єфрем, ветеран війни, єгер
- Борис Романов — Митрофан, сторож скотобази, п'яниця, ветеран війни
- Володимир Ізотов — Віталій, шофер, ленінградець
- Оксана Архангельська — Ольга
- Надія Маркіна — Ганна, доярка, мати Юрія
- Анатолій Рудаков — Кирило, скотар, чоловік Ганни, батько Юрія
- Олексій Артамонов — Юрій
- Андрій Душечкін — Петро
- Сергій Федоров — Віктор, шофер
- Наталія Наум — Кіліна Іванівна Стеценко, дружина Єфрема
- Юлія Ткаченко — Іванівна
- Ганна Ніколаєва — епізод
- Галина Булгакова — вдова
- Юра Квашук — епізод
- Саша Гребенюк — епізод
- Костянтин Артеменко — епізод
- Валентин Черняк — епізод
- Агафія Болотова — Марія
- Світлана Осипенко — епізод
- Сергій Дворецький — браконьєр
- Павло Грубнік — епізод
- Ірина Даниленко — епізод
- Валентин Макаров — епізод
- Н. Березницька — епізод
- Ілона Гаврилюк — колгоспниця

## Знімальна група
- Режисер — Альфред Шестопалов
- Сценарист — Олександр Сацький
- Оператор — Ігор Примісський
- Композитор — Євген Дога
- Художник — Віталій Ясько